# Supracopertă

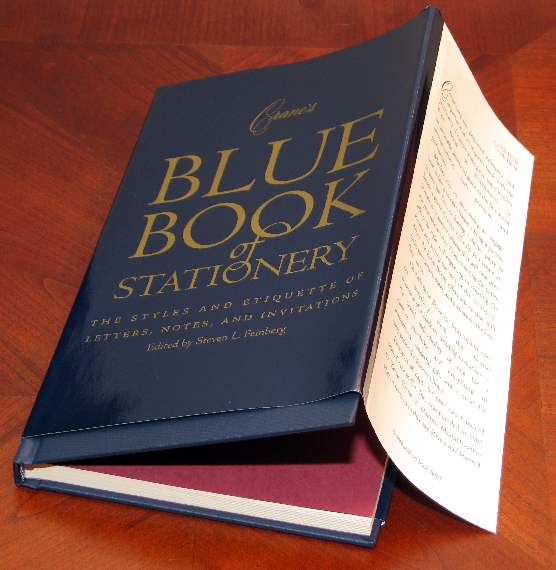
O învelitoare, desfăcută parțial de pe o carte

Supracoperta (mai numită și învelitoare) unei cărți, este învelitoarea exterioară detașabilă, de obicei din hârtie mai groasă și imprimată cu text și ilustrații. Această copertă exterioară are două fâșii pliate care o țin pe copertele din față și din spate ale cărții. Adesea, clapeta din spate sau ambele, sunt tipărite cu informații biografice despre autor, un rezumat al cărții din partea editorului (o prezentare-reclamă) sau laude critice ale unor celebrități sau autorități din domeniul subiectului cărții. În plus față de rolul său de promovare, supracoperta protejează coperțile cărților de deteriorări. Cu toate acestea, întrucât este ea însăși relativ fragilă și, din moment ce ele au o întrebuințare practică, estetică și uneori financiară, supracoperta poate fi la rândul ei îmbrăcată într-o altă învelitoare, de obicei transparentă, mai ales dacă cartea este un volum escuisit. 